# Kanton Ussel-Ouest
Der Kanton Ussel-Ouest war von 1985 bis 2015 ein französischer Wahlkreis im Département Corrèze in der damaligen Region Limousin. Er umfasste vier Gemeinden im Arrondissement Ussel und einen Teil der Stadt Ussel. Die landesweiten Änderungen in der Zusammensetzung der Kantone brachten im März 2015 seine Auflösung.

## Gemeinden
| Gemeinde               | Einwohner (Stand: 2022) | Code postal | Code Insee |
| ---------------------- | ----------------------- | ----------- | ---------- |
| Chaveroche             | 272                     | 19200       | 19053      |
| Lignareix              | 162                     | 19200       | 19114      |
| Saint-Angel            | 705                     | 19200       | 19180      |
| Saint-Pardoux-le-Vieux | 293                     | 19200       | 19233      |
| Ussel                  | 9174                    | 19200       | 19275      |